# Chanava
Chanava (węg. Hanva) – wieś (obec) na Słowacji położona w kraju bańskobystrzyckim, w powiecie Rymawska Sobota. Pierwsze wzmianki o miejscowości pochodzą z roku 1266.
Według danych z dnia 31 grudnia 2012, wieś zamieszkiwało 696 osób, w tym 373 kobiety i 323 mężczyzn.
W 2001 roku rozkład populacji względem narodowości i przynależności etnicznej wyglądał następująco:
- Słowacy – 5,55%
- Romowie – 5,55%
- Węgrzy – 88,21%

Ze względu na wyznawaną religię struktura mieszkańców kształtowała się w 2001 roku następująco:
- Katolicy rzymscy – 34,12%
- Ewangelicy – 3,61%
- Prawosławni – 0,55%
- Ateiści – 2,64%
- Nie podano – 0,69%